# Сырцов, Дмитрий Дмитриевич
Дмитрий Дмитриевич Сырцов (1913, Юрюзань — 1985, Москва) — заместитель командира 866-го истребительного авиационного полка (288-я истребительная авиационная дивизия, 17-я воздушная армия, 3-й Украинский фронт), полковник. Герой Советского Союза.

## Биография
Родился в Юрюзани 8 ноября 1913 года в семье плотника, активного участника Гражданской войны.
С шестнадцати лет вступил в ряды ленинского комсомола. Окончил школу фабрично-заводского ученичества в городе Катав-Ивановск и некоторое время работал комсоргом такой же школы ФЗУ (ныне Юрюзанский технологический техникум) у себя на родине — в Юрюзани.
В 1933 году добровольно ушёл в Красную Армию и стал военным лётчиком. Д. Д. Сырцов был участником освобождения Западной Украины и Белоруссии в 1939 году. В 1940 ему довелось участвовать в войне с Финляндией. На фронтах Великой Отечественной войны он был с первого до последнего дня. За более 400 боевых вылетов, 15 лично сбитых в воздушных боях фашистских самолётов, большое количество вражеской техники, уничтоженной при штурмовке на земле, ему было присвоено звание Героя Советского Союза.
В 1949 году окончил Военно-воздушную академию. С 1969 года полковник Сырцов — в запасе. Жил в Москве. Работал в научно-исследовательском институте.

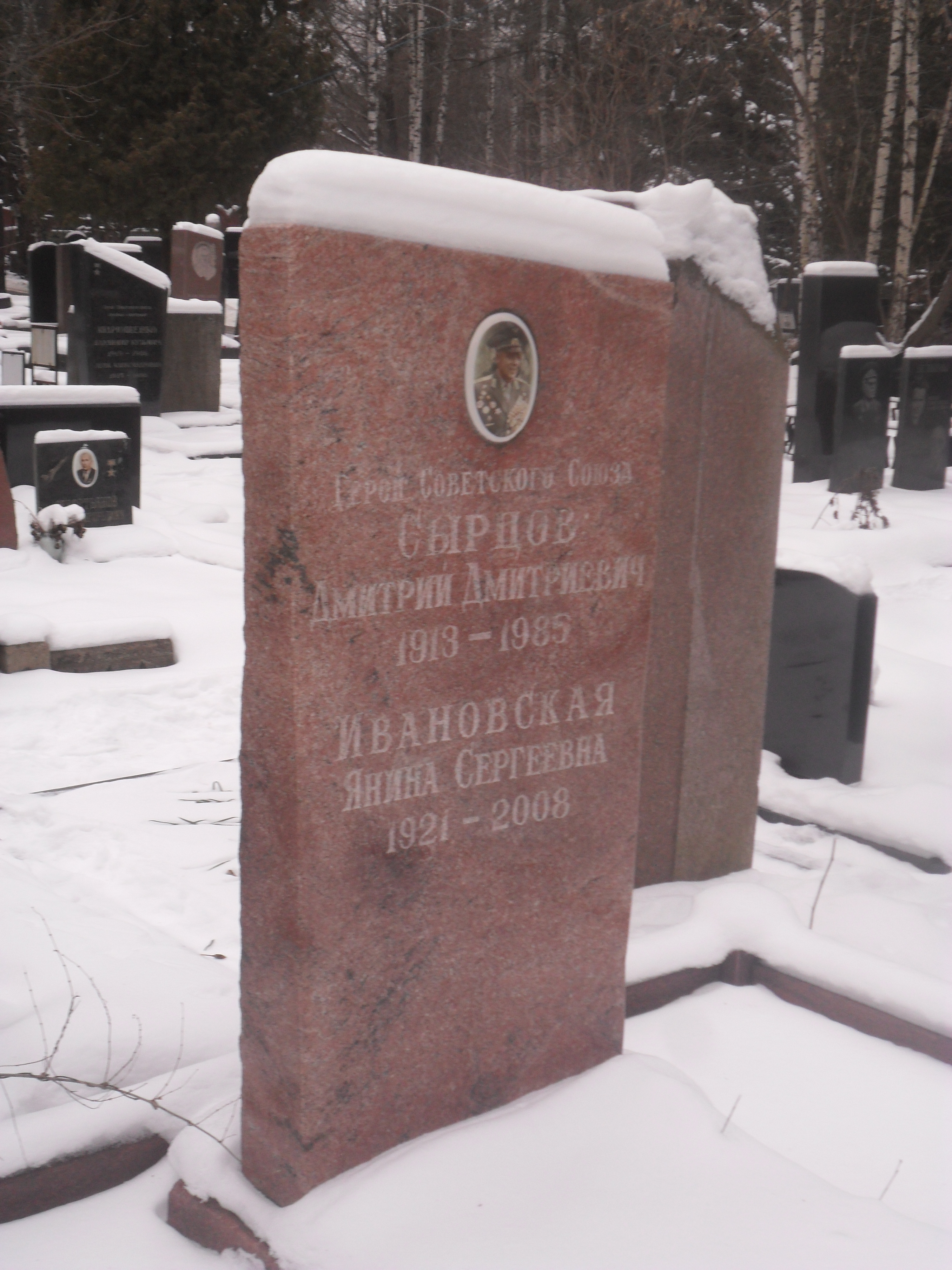
Могила Сырцова на Кунцевском кладбище Москвы

Умер 29 ноября 1985 года, похоронен в Москве на Кунцевском кладбище.

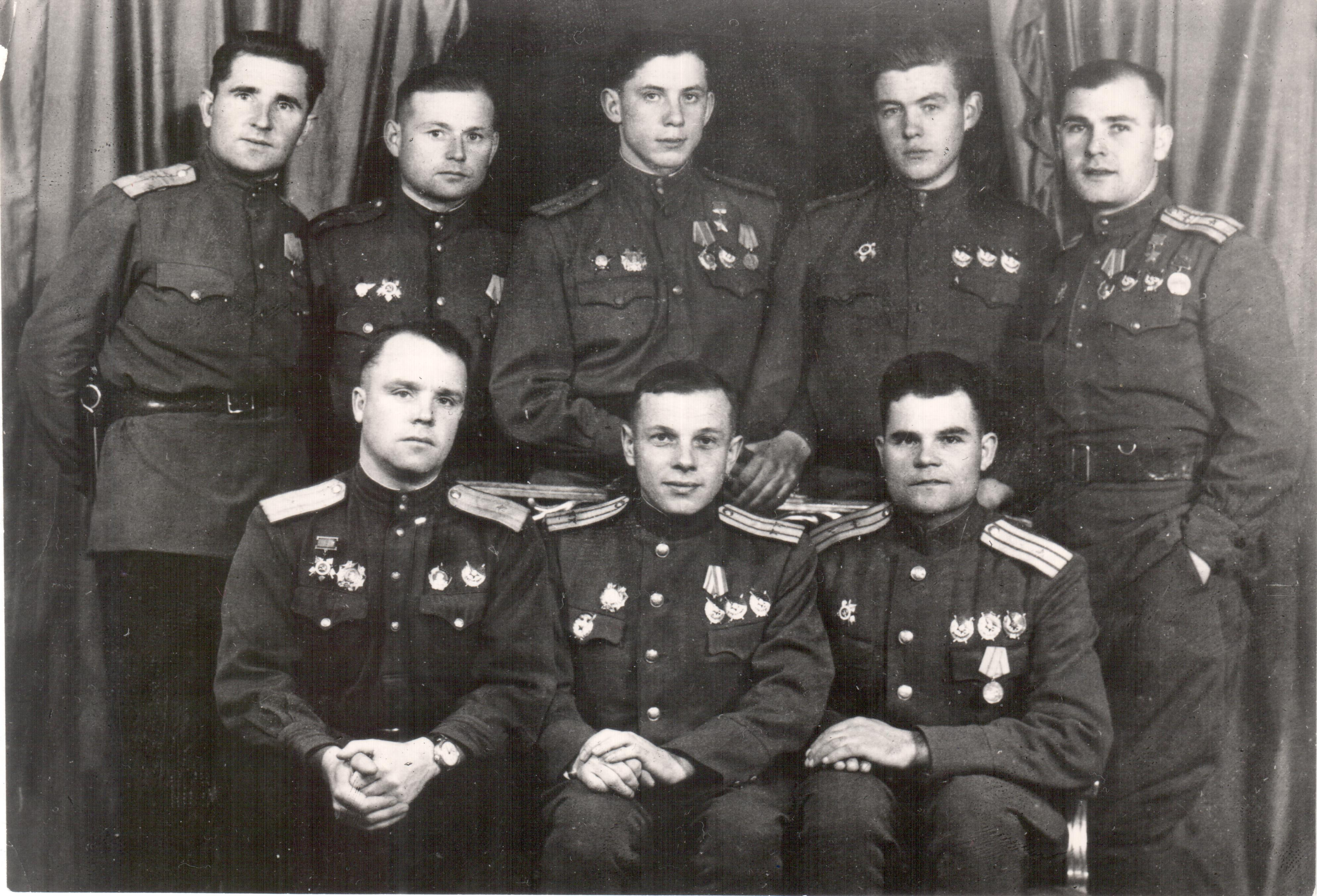
Лучшие лётчики 866-го истребительного авиаполка, 1945 г. Справа во втором ряду Середин Владимир Алексеевич, слева внизу Сырцов Дмитрий Дмитриевич, вверху второй справа Зиновьев Александр Алексеевич, в центре во втором ряду Бондарь Александр Алексеевич

## Награды и звания
- Звание Героя Советского Союза присвоено 18 августа 1945 года.
- Награждён двумя орденами Ленина, двумя орденами Красного Знамени, двумя орденами Отечественной войны 1-й степени, Александра Невского, Красной Звезды, болгарским военным крестом «За храбрость» и многими медалями.
- Почётный гражданин города Юрюзань.